# Ryszard Demel
Ryszard Demel (ur. 21 grudnia 1921 roku w Ustroniu na Śląsku cieszyńskim, zm. 12 września 2023 w Padwie) – witrażysta, malarz, wykładowca uniwersytecki i działacz polonijny.

## Biografia
Ojciec był Czechem, matka Polką z Bietów z włoskimi korzeniami. Ojciec rysownik w fabryce porcelany we Frydlandzie był ekspertem w barwieniu i drukowaniu płótna. Przyjął pracę w Andrychowie. Ryszard po ukończeniu szkoły powszechnej podjął naukę w Szkole Handlowej w Bielsku-Białej. Po maturze brał udział w kampanii wrześniowej w 1939 roku na Polesiu. Wzięty do niewoli, z więzienia w Kobryniu po wybuchu tyfusu udało mu się wrócić do Andrychowa, gdzie został zatrudniony na poczcie, później przydzielony do robót na roli pod Legnicą, po czym do transportów pocztowych przez Europę. W 1944 roku z zapaleniem płuc był leczony w szpitalu włoskim w Rovigo. Uwolniony przez aliantów dotarł do II Korpusu W.P. Generała Andersa.
Przydzielony do Biura Oświaty II Warszawskiej Dywizji Pancernej w Maceracie, został polecony przez generała Bronisława Rakowskiego na odkomenderowanie do Rzymu, do Ośrodka Akademickiego na studia na Akademii Sztuk Pięknych. Tu uzyskał pierwszą po wojnie wysoką ocenę z historii sztuki. W ośrodku będącym w służbie obsady Garnizonu Rzymu, studiował w Polskim Studium Malarstwa prowadzonym przez prof. Mariana Bohusza-Szyszkę. Po wyjeździe II Korpusu do Anglii, Demel kontynuował studia w Polskim Studium, a po uzyskaniu stypendiów, w Sir John Cass Art Institute, Central School of Arts i London University Slade School of Arts.
Mianowany kierownikiem Pracowni malarskiej Aktu przy Konfraterni Artystów i Aktorów Teatru II Korpusu w Londynie, podjął się pracy w studio znanego witrażownika J.E. Nuttgensa w High Wycombe, którego został pierwszym asystentem.
Od roku 1952 był nauczycielem w trzech liceach w Hastings, gdzie urządził swoją pracownię witrażu i zdefiniował wyniki nowatorskich eksperymentów ze szkłem, efektami światła i refrakcji w kompozycjach mozaikowych, nazwanych „mozaikami refrakcyjnymi”. Zostały uznane i zarejestrowane przez angielskie Biuro Patentowe jako nowość, jako pomost między tradycyjną mozaiką (ze światłem odbitym) i witrażem (ze światłem przenikającym szkło).
Po dziesięcioletnim pobycie w Hastings, Demel przeniósł się do Padwy we Włoszech, rodzinnego miasta żony. Po witrażach w Anglii wykonał liczne i we Włoszech. Najbardziej sławnymi jest cykl pięciu witraży w Duomo – katedrze w Padwie (około 24 m²).
Wzbogacił swoją artystyczno-literacką osobowość przyjaźnią z Sergiuszem Piaseckim, autorem „Kochanka Wielkiej Niedźwiedzicy”. Autor powierzył Demlowi w testamencie prawa autorskie i swoje archiwum. Artysta opracował biografię pisarza (Sergiusz Piasecki 1901-1964: życie i twórczość) i wydał w Polsce wszystkie jego powieści. Jako lektor języka i literatury angielskiej pracował w Instytucie Hotelarstwa w Abano Terme, w Liceach Języków, na Wydziale Psychologii i Pedagogiki w Padwie oraz na Uniwersytecie Ca’Foscari w Wenecji jako lektor języka i literatury polskiej, uzyskał doktorat z nauk humanistycznych na Polskim Uniwersytecie na Obczyźnie w Londynie oraz tytuły B.A. Bachelor of Arts, Fellow of the Institute of Linguists (F.I.L.) i Fellow of the Royal Society of Arts. Jako członek aktywny Polskiego Towarzystwa Naukowego na Obczyźnie, jest na liście wybitnych polskich uczonych za zgłębienie tajemnic światła w sztuce witrażu i za osiągnięcia literackie i artystyczne.
Brał udział w ponad 100 wystawach, m.in. w Zachęcie w wystawie „Jesteśmy” w 1991 r., publikował artykuły w czasopismach polskich, angielskich i włoskich, został odznaczony medalami: Medal Wojny 1939–1945, Legion d’Oro ONU, „Pro Memoria”, Europeen de Culture, Odrodzenia (od Senatu RP), Złoty Medal „Zasłużony Kulturze Gloria Artis”, AIAP-UNESCO (członkostwem dożywotnim). 15 grudnia 2019 w Padwie, Konsul Generalny RP w Mediolanie wręczyła prof. Ryszardowi Demelowi Krzyż Kawalerski Orderu Zasługi Rzeczypospolitej Polskiej, nadany mu przez Prezydenta RP Andrzeja Dudę.
Był honorowym obywatelem Padwy i Ustronia.